# Hôtel du Montenvers
Ne doit pas être confondu avec Grand Hôtel du Montenvers.
L'hôtel du Montenvers ou refuge du Montenvers, anciennement orthographié « Montanvert », est un ancien hôtel de France sur la commune de Chamonix-Mont-Blanc, situé au Montenvers, point de vue panoramique sur la Mer de Glace.

## Géographie

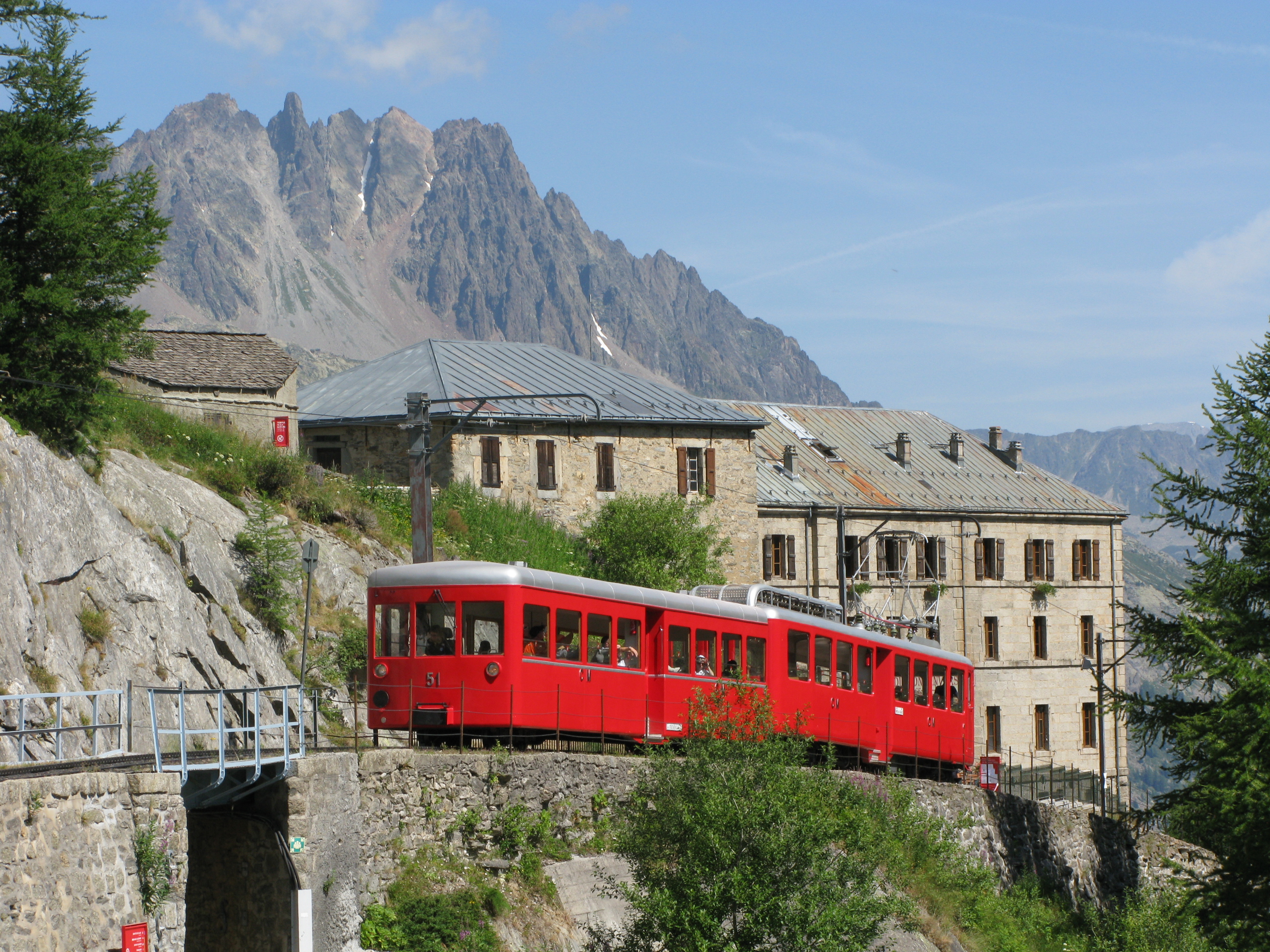
Un train du chemin de fer du Montenvers passant devant le Temple de la Nature (à gauche), l'hôtel du Montenvers (au centre) et le Grand Hôtel du Montenvers (à droite) ; au fond, une partie des Aiguilles Rouges.

L'hôtel est situé au Montenvers, un point de vue panoramique sur la Mer de Glace et les sommets environnants — les Drus, les Grandes Jorasses, les aiguilles de Chamonix, etc. — situé au-dessus des quartiers des Bois et des Praz, au nord-est du bourg de Chamonix, à 1 915 mètres d'altitude soit près de 900 mètres au-dessus du fond de la vallée. Le site est accessible par le chemin de fer du Montenvers, une ligne ferroviaire touristique à crémaillère, ainsi que par des sentiers de randonnée dont le chemin du Montenvers, le Grand Balcon Nord ou encore le chemin de la Filia.
Le bâtiment se trouve juste à côté du Grand Hôtel du Montenvers, du Temple de la Nature et du Glaciorium, à l'endroit où le chemin du Montenvers et le Grand Balcon Nord se rejoignent, le long de la voie du chemin de fer du Montenvers qui mène quelques dizaines de mètres au sud à sa gare terminus et où se trouvent les commodités touristiques (restaurant, boutique, etc.), les terrasses d'observation, la galerie des Cristaux et la télécabine de la Mer de Glace qui permet d'accéder à la grotte de glace.

## Architecture
L'hôtel du Montenvers est un bâtiment de forme rectangulaire, aux murs en pierre percés de fenêtres, notamment sur sa façade donnant sur la Mer de Glace orientée vers le sud-est, et au toit à deux croupes. Étant édifié à flanc de montagne, le premier étage sur le pignon au sud-ouest du bâtiment est accessible directement depuis le niveau du sol par une porte face au Temple de la Nature tandis que sur le pignon au nord-est, une façade de plusieurs mètres de hauteur percée de fenêtres fait face au Grand Hôtel ; l'entrée principale se trouve sur la façade nord-ouest.

## Histoire

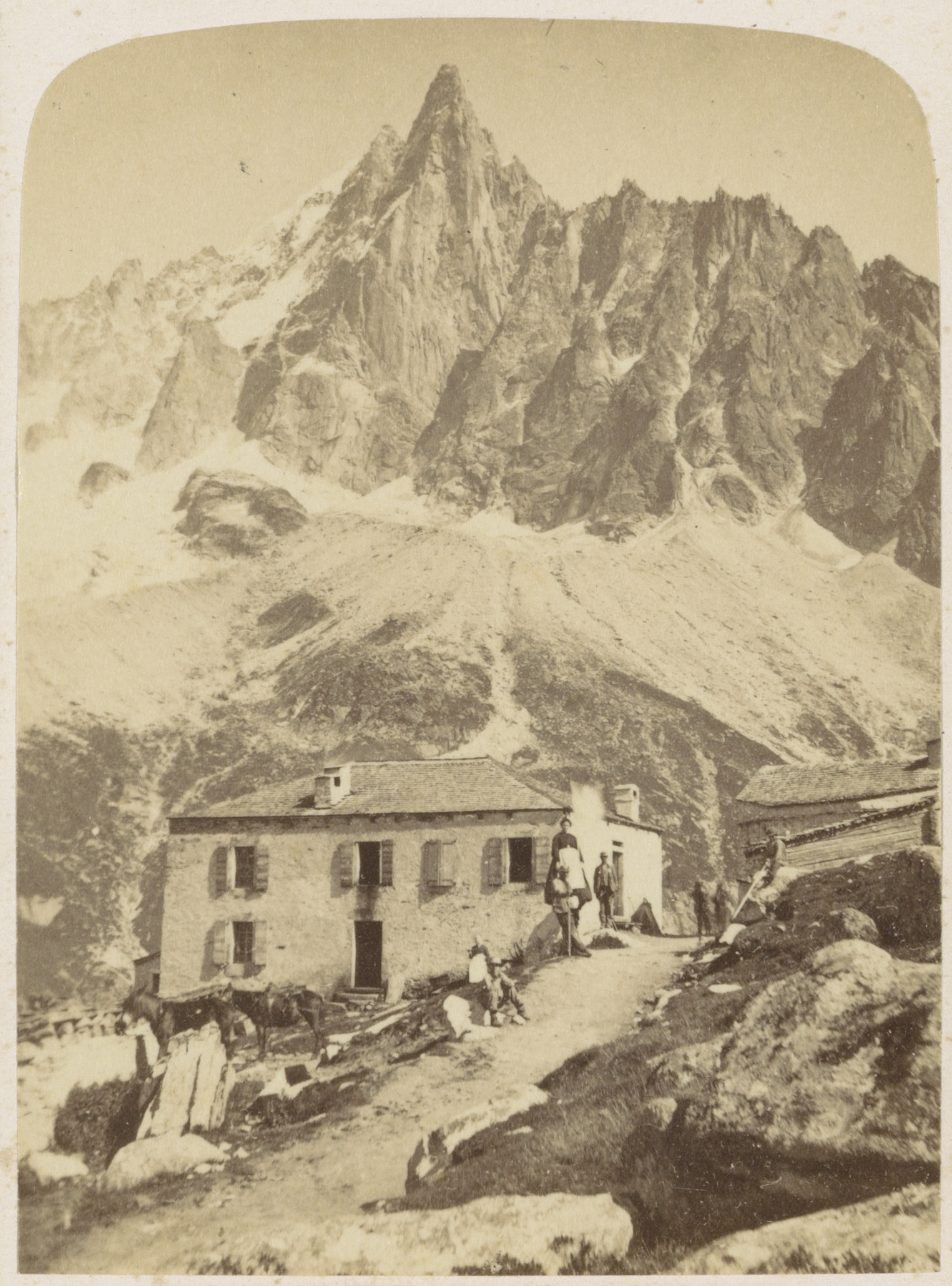
Photographie datant de la seconde moitié du XIXe siècle de l'hôtel du « Montanvert » dominé par les Drus ; à sa droite le Temple de la Nature.

Sa construction en 1840 répond au besoin d'héberger les visiteurs du Montenvers et les alpinistes qui partent en expédition dans le massif du Mont-Blanc. Trop petit, il est délaissé au profit du Grand Hôtel du Montenvers édifié juste à côté en 1880 et qui est toujours en fonction.